# Duplex-Lokomotive

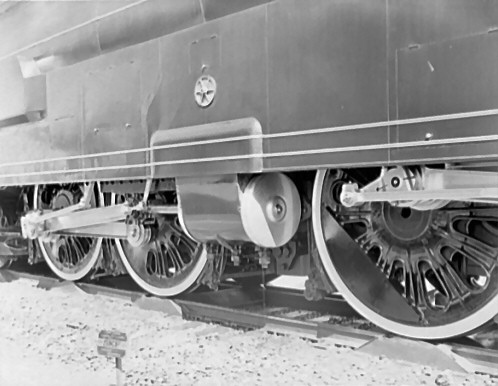
Detailansicht der hinteren Treibradgruppe der Klasse S1 der PRR auf der rechten Seite

Eine Duplex-Lokomotive ist eine Bauart von Dampflokomotiven, bei der zwei Gruppen von Kuppelachsen starr in einem gemeinsamen Rahmen gelagert sind. Der Name „Duplex“ entstand erst in den 1930er Jahren in den USA; die ersten Lokomotiven dieser Bauart wurden zwar schon im 19. Jahrhundert konstruiert, hatten ansonsten aber wenig mit ihren modernen Nachfolgern gemeinsam.
Insgesamt war diese Bauart sehr selten; weltweit hat es nur etwas mehr als hundert Duplex-Lokomotiven gegeben. Die leistungsfähigste Dampflokomotive überhaupt war jedoch eine solche Lokomotive. Auch wenn es keine offiziellen Rekordfahrten gegeben hat, kann man davon ausgehen, dass Duplex-Lokomotiven auch die schnellsten Dampflokomotiven waren.

## Vor- und Nachteile
Der Vorteil der Duplex-Konstruktion bestand darin, dass die einzelnen Triebwerke geringere Kolbenkräfte aushalten mussten, Kolben und Stangen deshalb leichter gebaut werden konnten und deshalb bei höheren Geschwindigkeiten ruhiger liefen. Die Bauart eignete sich deshalb besonders für schnelle Lokomotiven; es gab jedoch auch Duplex-Lokomotiven, bei denen man zur Erzielung hoher Zugkräfte möglichst viele Achsen des Fahrzeugs antreiben wollte, die Antriebskräfte aber auf mehr als zwei außenliegende Zylinder aufteilen wollte. Damit konnte auf die schwer zugänglichen Innentriebwerke mit ihren teuren Kropfachsen verzichtet werden, die besonders in den USA sehr unbeliebt waren.
Diesen Vorteilen standen allerdings mehrere Nachteile gegenüber. Der entscheidende war – ähnlich wie bei Gelenklokomotiven – die Schleuderneigung der beiden getrennten Triebwerke, die dazu führte, dass die Lokomotiven Züge, für die sie leistungsmäßig ausgelegt waren, oft nur mit Mühe anfahren konnten. Ein Lösungsansatz dafür wurde erst für die letzten gebauten Duplex-Lokomotiven gefunden, die Klasse Q2 der Pennsylvania Railroad. Bei diesen wurde automatisch die Dampfzufuhr zu dem Triebwerk unterbrochen, dessen Räder mehr als eine halbe Umdrehung schleuderten. So musste der Lokführer den Regler nicht schließen, und zumindest das zweite Triebwerk konnte weiter mit voller Kraft arbeiten.
Ein weiteres Problem der Duplex-Lokomotiven war ihr vergleichsweise großer fester Achsstand, insbesondere dann, wenn sich die Zylinder des hinteren Triebwerks zwischen beiden Kuppelradgruppen befanden. Verlegte man diese Zylinder dagegen hinter die zweite Kuppelradgruppe, so ergaben sich sehr lange Dampfleitungen und außerdem lagen die Zylinder oft in unmittelbarer Nähe der Feuerbüchse bzw. des Aschkastens, wo sie hohen Temperaturen und starker Verschmutzung ausgesetzt waren.

## Geschichte

### Europa

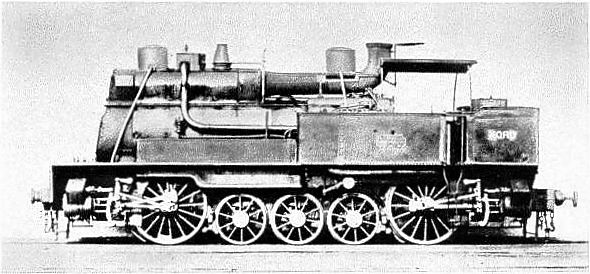
Eine der von Petiet gebauten A3A-Lokomotiven

Eine frühe, möglicherweise sogar die erste Duplex-Lokomotive, entstand 1862 in Frankreich. Für die Compagnie des chemins de fer du Nord entwickelte der Konstrukteur Jules Petiet (1813–1871) eine Lokomotive mit der einmaligen Achsfolge A3A. An den Lokomotivenden der für hohe Geschwindigkeiten vorgesehenen Tenderlokomotive lag jeweils eine Treibachse mit einem Zylinderpaar und Rädern mit großem Durchmesser. Dazwischen waren drei kleinere Laufachsen angeordnet. Ein Motiv für die Trennung der beiden Triebwerke war möglicherweise, dass man zu dieser Zeit noch Kuppelstangen an schnellfahrenden Lokomotiven misstraute. 

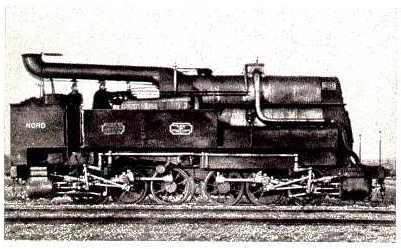
Eine der CC-Lokomotiven von Petiet

Die acht gebauten Lokomotiven waren kein Erfolg: Während sich der ungewöhnliche Dampftrockner auf dem Kessel bewährte, ließen die Laufeigenschaften bei höheren Geschwindigkeiten zu wünschen übrig, und die Lager der Laufachsen neigten zu Überhitzung. Die Lokomotiven wurden deswegen nach kurzer Zeit in den Nebenbahndienst abgeschoben.
Ebenfalls von Petiet und ebenfalls mit einem auffälligen Dampftrockner ausgestattet waren 20 Tenderlokomotiven, die 1883 für die gleiche Bahn gebaut wurden. Mit der Achsfolge CC waren sie jedoch als zugkräftige Rangierlokomotiven konstruiert. Auch sie bewährten sich nicht und wurden nach etwa zehn Betriebsjahren zu 40 dreiachsigen Lokomotiven umgebaut.
Zwei weitere Duplex-Lokomotiven entstanden 1916 für die Sächsische Staatsbahn. Anders als bei den Maschinen von Petiet lagen bei den Sächsischen XV HTV beide Zylindergruppen in der Mitte der Lokomotive zwischen den Kuppelradsatzgruppen. Um trotz des daraus resultierenden langen Achsstands Bögen mit 170 m Radius durchfahren zu können, mussten die beiden äußeren Achsen als Klien-Lindner-Hohlachsen ausgeführt werden. Die XV XTV hatten ein Verbundtriebwerk, anders als die übrigen in diesem Artikel behandelten Lokomotiven.

### USA
In den USA erschien die Duplex zuerst als Schnellzuglokomotive. Die erste Lokomotive dieser Bauart – und die einzige, die nicht von der Pennsylvania Railroad stammte – war die Nr. 5600 der Baltimore & Ohio Railroad, eine 2’BB2’ h4 (Klasse N-1). Bei dieser 1937 gebauten Lokomotive, die zudem mit einer Wasserrohr-Feuerbüchse ausgestattet war, lagen die hinteren Zylinder hinter den Kuppelachsen. Die Lokomotive soll bei Versuchsfahrten etwa 170 km/h erreicht haben, jedoch war sie wegen Triebwerksschäden häufig in der Werkstatt und wurde schon nach 13 Jahren ausgemustert.

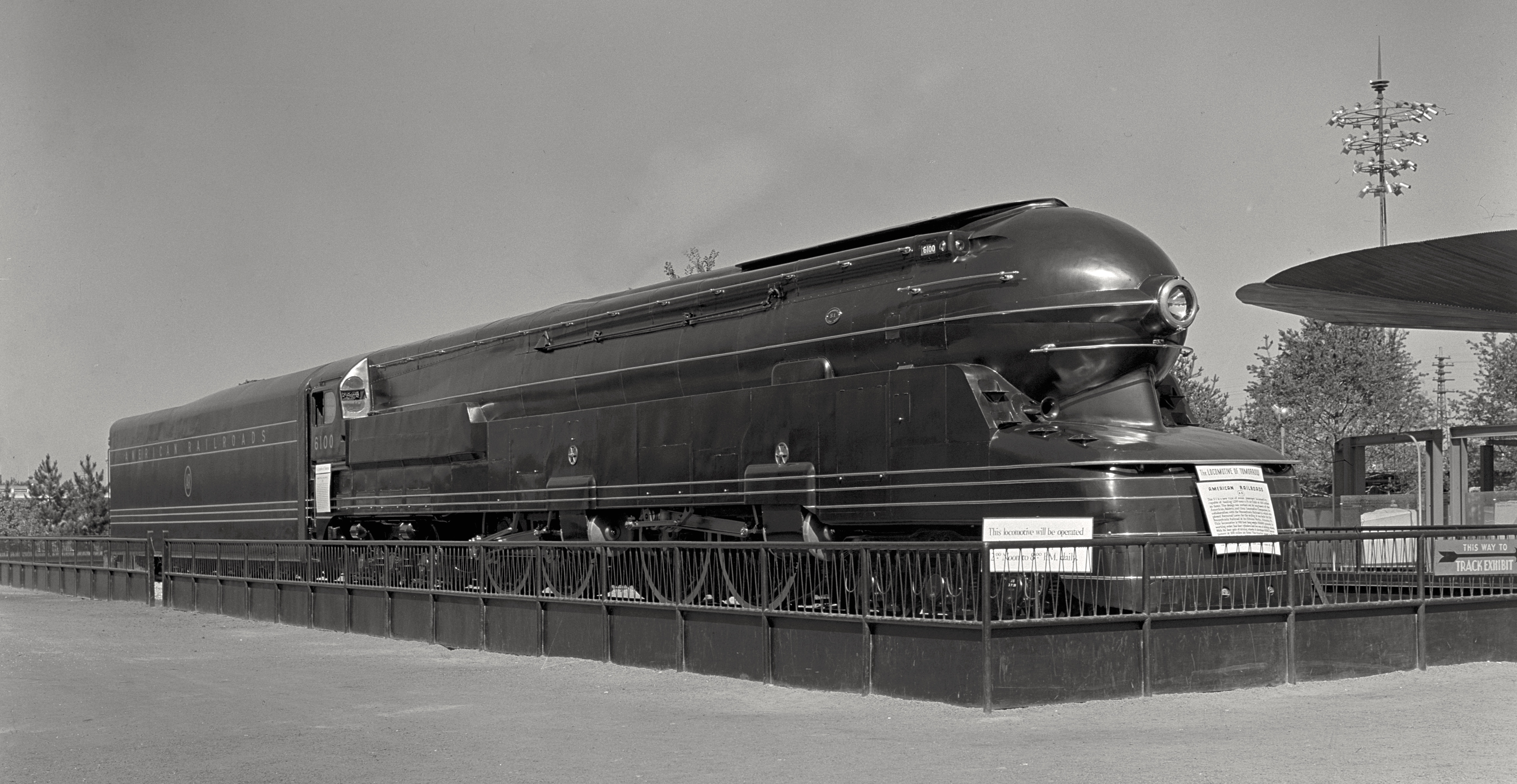
Die S1 auf der Weltausstellung in New York

Zwei Jahre später baute die Pennsylvania Railroad eine Duplex-Versuchslokomotive, die in ihren Dimensionen alle früheren Schnellzuglokomotiven in den Schatten stellte. Die Lokomotive der Klasse S1 mit der Achsfolge 3’BB3’ h4 war möglicherweise die schnellste Dampflokomotive überhaupt, und auch wenn es keine eindeutigen Berichte darüber gibt, sind der Konstruktion die ihr nachgesagten Geschwindigkeiten von über 210 km/h durchaus zuzutrauen. 
Ein Nachteil der S1 war ihre große Länge, die dazu führte, dass sie in engeren Bögen zum Entgleisen neigte. Die PRR baute deshalb ab 1942 eine für die Praxis besser geeignete verkleinerte Ausführung der S1 als Klasse T1 in einer Serie von 52 Stück. Diese Lokomotiven hatten wie die Nr. 5600 die Achsfolge 2’BB2’ h4, jedoch waren die hinteren Zylinder zwischen den beiden Treibradgruppen angeordnet. Auch diesen Maschinen werden Geschwindigkeiten von über 200 km/h nachgesagt und erreichten mit Schnellzügen planmäßig 120 mph (193 km/h). Probleme mit der Ventilsteuerung und die Umstellung auf Dieseltraktion führten jedoch zu einer relativ frühzeitigen Ausmusterung schon in den 1950er Jahren.

Die PRR entwickelte auch zwei Duplex-Bauarten für den Güterzugdienst. Die 1942 entstandene Klasse Q1 hatte die Achsfolge 2’CB2’ h4, also zwei unterschiedliche Kuppelachsgruppen. Die hinteren Zylinder lagen neben der Feuerbüchse. Die Q1 war kein Erfolg, und es blieb bei einem Exemplar.
Zwei Jahre später wurde die erste Lokomotive der Klasse Q2 gebaut. Diese hatte die Achsfolge 2’BC2’ h4, und die hinteren Zylinder lagen wie bei den Klassen S1 und T1 zwischen den Kuppelradgruppen. Diese Lokomotive bewährte sich besser als die Q1, und es folgte eine Serie von 25 Stück. Bei einer dieser Lokomotiven wurde auf einem Prüfstand eine Zylinderleistung von ca. 8000 PS ermittelt, das ist die höchste je an einer Dampflokomotive gemessene Leistung.

## Lokomotiven mit dem NamenDuplex
Es hat auch Lokomotiven mit dem Namen Duplex gegeben. Die 1862 gebaute Duplex der StEG hatte ebenfalls vier Zylinder, diese arbeiteten jedoch alle auf die gleiche Treibachse. Die Achsfolge war 2A; die Maschine war also keine Duplex-Lokomotive.
Auch die 1886 gebaute Duplex der Lehigh Valley Railroad war keine Duplex-Lokomotive, sondern eine Versuchslokomotive mit der Achsfolge 2’C1’, die erste Pacific überhaupt. Die Lokomotive hatte ihren Namen von der speziellen Bauart des Kessels, der mit einer doppelten Wellrohrfeuerbüchse ausgestattet war, wie sie bei Schiffsdampfkesseln üblich war.